# Andrea Pasqualon
Andrea Pasqualon (ur. 2 stycznia 1988 w Bassano del Grappa) – włoski kolarz szosowy.

## Osiągnięcia
Opracowano na podstawie:

2009
- 2. miejsce w Trofeo Città di Brescia

2010
- 1. miejsce w Trofeo Banca Popolare di Vicenza
- 1. miejsce w Giro del Casentino

2013
- 1. miejsce na 2. etapie Tour du Limousin
- 2. miejsce w Coppa Sabatini

2014
- 3. miejsce w Gran Premio della Costa Etruschi
- 3. miejsce w Trofeo Laigueglia
- 1. miejsce w Grand Prix Südkärnten
- 1. miejsce na 7. etapie Vuelta a Colombia

2015
- 3. miejsce w Berner Rundfahrt
- 2. miejsce w Grand Prix de la Ville de Nogent-sur-Oise
- 2. miejsce w Boucles de la Mayenne
  - 1. miejsce w klasyfikacji punktowej
  - 1. miejsce na 1. etapie
- 1. miejsce na 2. etapie Oberösterreichrundfahrt
- 2. miejsce w Trofeo Matteotti

2016
- 3. miejsce w Horizon Park Classic
- 2. miejsce w GP du Canton d’Argovie
- 2. miejsce w Coppa Sabatini

2017
- 1. miejsce w Coppa Sabatini

2018
- 1. miejsce w Grand Prix de Plumelec-Morbihan
- 1. miejsce w Tour de Luxembourg
  - 1. miejsce w klasyfikacji punktowej
  - 1. miejsce na 2. i 3. etapie

2019
- 3. miejsce w Tour de Luxembourg
- 1. miejsce na 5. etapie Tour du Poitou-Charentes

2020
- 3. miejsce w Trofeo Playa de Palma
- 2. miejsce w Coppa Sabatini

2021
- 3. miejsce w Le Samyn
- 3. miejsce w Paryż-Chauny
- 2. miejsce w Ronde van Drenthe

2022
- 1. miejsce w Circuit de Wallonie

## Rankingi
| Rok              | 2009 | 2010 | 2011 | 2012 | 2013 | 2014 | 2015 | 2016 | 2017 | 2018 | 2019 | 2020 | 2021 | 2022 | 2023 | 2024  |
| ---------------- | ---- | ---- | ---- | ---- | ---- | ---- | ---- | ---- | ---- | ---- | ---- | ---- | ---- | ---- | ---- | ----- |
| World Ranking    |      |      |      |      |      |      |      | 235. | 142. | 60.  | 135. | 80.  | 105. | 136. | 277. | 1007. |
| UCI Europe Tour  | 352. | 171. | 708. | 512. | 184. | 63.  | 19.  | 96.  | 50.  | 6.   | 111. | 66.  | 89.  | 113. | -    | -     |
| UCI Asia Tour    | -    | -    | 131. | -    | 295. | -    | -    | -    | 285. | -    |      |      |      |      |      |       |
| UCI America Tour | -    | -    | -    | -    | -    | 244. | -    | -    | -    | -    |      |      |      |      |      |       |
|                  |      |      |      |      |      |      |      |      |      |      |      |      |      |      |      |       |
| Źródło: UCI      |      |      |      |      |      |      |      |      |      |      |      |      |      |      |      |       |